# Андрей Сахатчиев
Андрей (Андрея) Илиев Сахатчѝев е български лекар, рентгенолог, физиотерапевт и онколог. Основоположник е на рентгенологичната, радиологичната, радиотерапевтичната и онкологичната школи в България.

## Биография
Роден е на 16 февруари 1883 г. в Габрово. През 1906 г. завършва медицина с докторат в Монпелие. От 1910 до 1914 г. специализира рентгенология и физиология в Париж. След завръщането си в България, от 1915 до 1919 г. е началник на физиотерапевтичното отделение, през 1919 – 1920 г. на рентгенологичното отделение в Александровска болница, а от 1920 г. на Рентгеновия институт при Медицинския факултет. През 1920 г. е избран за доцент, а в периода 1924 – 1940 г. за извънреден професор по рентгенология и физиотерапия в катедрата по фармакология и терапевтика в Медицински факултет, който тогава е бил към Софийския университет (да не се бърка със сегашния Медицинския факултет в СУ).

## Професионална дейност
През 1920 – 1923 г. под ръководството му се извършват първите опити за рентгеново лечение, а през 1924 – 1925 г. за дълбока рентгенова терапия в България. Съосновател и директор (1926 – 1947) на Института по физиотерапия и радиология. През 1937 г. създава Противораковият център при Медицинския факултет на Софийския университет. По това време въвежда лъчетерапията с радий, с което започва организирано лечението на раковите заболявания в България. Основател и ръководител (1940 – 1947) на катедрата по физиотерапия, радиология и балнеология в Медицинския факултет. През 1942 г. е избран за редовен професор. Три пъти, през 1928 – 1929, 1935 – 1936 и 1938 – 1939 г., е декан на Медицинския факултет. През 1937 г. основава Българското рентгенологично дружество. Член на Френската асоциация по електротерапия и радиология и на Германското рентгенологично дружество.

## Научни трудове
Сахатчиев е написал първите учебници по рентгенолотия за студенти. Има над 30 научни публикации в областта на рентгеновата физика, диагностика, терапия и физиотерапия. Научните му изследвания са принос към проблемите за локализацията на чуждите тела в организма, рентгеновата симптоматология на онкологичните заболявания на храносмилателната система и рака на белия дроб.
- „Действието на рентгеновите лъчи в зависимост от силата и напрежението на приложения към тръбата ток“ (1921 г.)
- „Борбата с рака у нас и в чужбина“ (1930 г.)
- „Рентгенова диагностика“ (1949 г., посмъртно в съавторство с В. Михайлов)[1]